# Капрови риби
Капровите риби (Caproidae) са семейство актиноптери, единственият в разред Caproiformes.
Таксонът е описан за пръв път от Ричард Томас Лоу през 1843 година.

## Родове
- Antigonia
- Caprophonus
- Hypsinotus